# Arumäe
Koordinaten: 59° 21′ N, 28° 1′ O
Arumäe ist ein Dorf (estnisch küla) in der Stadtgemeinde Narva-Jõesuu (bis 2017 Landgemeinde Vaivara). Es liegt im Kreis Ida-Viru (Ost-Wierland) im Nordosten Estlands.

## Einwohnerschaft
Das Dorf hat 26 Einwohner (Stand 1. Januar 2012).